# Skrzydłoplamek
Skrzydłoplamek (Balionycteris) – rodzaj ssaków z podrodziny Cynopterinae w obrębie rodziny rudawkowatych (Pteropodidae).

## Rozmieszczenie geograficzne
Rodzaj obejmuje gatunki występujące w południowo-wschodniej Azji.

## Morfologia
Długość ciała 50–74 mm, długość ucha 7–11 mm, długość tylnej stopy 6,3–8 mm, długość przedramienia 38–43 mm; masa ciała 9–14 g.

## Systematyka
Rodzaj zdefiniował w 1899 roku niemiecki zoolog Paul Matschie w książce swojego autorstwa zatytułowanej Nietoperze z Muzeum Historii Naturalnej w Berlinie. Gatunkiem typowym jest (oryginalne oznaczenie) skrzydłoplamek karłowaty (B. maculata).

### Etymologia
Balionycteris: gr. βαλιος balios ‘pstrokaty, cętkowany’; νυκτερις nukteris, νυκτεριδος nukteridos ‘nietoperz’.

### Podział systematyczny
Do rodzaju należą następujące gatunki:
| Grafika | Gatunek                | Autor i rok opisu | Nazwa zwyczajowa         | Podgatunki         | Rozmieszczenie geograficzne | Podstawowe wymiary                                     | Status IUCN |
| ------- | ---------------------- | ----------------- | ------------------------ | ------------------ | --- | ------------------------------------------------------ | ----------- |
|         | Balionycteris maculata | (O. Thomas, 1893) | skrzydłoplamek karłowaty | gatunek monotypowy | Borneo (Malezja, Indonezja i Brunei); zakres wysokości: do 1000 m n.p.m.                                                                 | DC: 5–7,4 cm DO: bezogonowy DP: 3,8–4,3 cm MC: 11–14 g | LC          |
|         | Balionycteris seimundi | Kloss, 1921       |                          | gatunek monotypowy | południowy Półwysep Malajski, Sumatra, południowo-zachodni Archipelag Riau (Bintan, Durian i Galang); zakres wysokości: do 1500 m n.p.m. | DC: 5,6–6,6 cm DO: bezogonowy DP: 4–4,2 cm MC: 9–14 g  | LC          |

Kategorie IUCN:  LC  – gatunek najmniejszej troski.